# Dorcasomus capensis
Dorcasomus capensis är en skalbaggsart som beskrevs av Reé Michel Quentin och Jean François Villiers 1970. Dorcasomus capensis ingår i släktet Dorcasomus och familjen långhorningar. Inga underarter finns listade i Catalogue of Life.